# Grannfejden i Tornedalen
Grannfejden i Tornedalen är en av beteckningarna på en serie konflikter som har pågått sedan 1986 i byn Nedre Vojakkala i Haparanda kommun mellan en romsk familj och deras grannar. Konflikten har ett flertal gånger tilldragit sig svenska mediers uppmärksamhet. Konflikten har uppgivits involvera ett flertal fall av grov misshandel, olaga hot, skottlossning, dråpförsök och mordförsök; de två sistnämnda begångna med kniv respektive yxa. Bakgrunden uppges bestå av socialpsykologiska problem hos omgivningen och psykologiska och sociala störningar inom den romska familjen. Vissa menar att rättsväsendet och kommunens socialtjänst ej har kunnat hantera situationen. 

## Historia
Familjen kom till Sverige 1976 och bosatte sig först i en husvagn utanför Kalix, där fadern dömdes för inblandning i ett fall av grov misshandel med en yxa. Senare flyttade man till Piteå och därefter ut till Vojakkala 1986. Åtta barn bodde 2008 kvar i Vojakkala medan en av de sex döttrarna växelvis bodde hemma och på annan ort. Sju av de elva i familjen, samtliga vuxna, har dömts för brott. Mamman har avlidit.
- 1980-talet: Situationen var redan så infekterad, med skadegörelse, okvädingsord och allmänt hotfullt och förargelseväckande beteende att en familj kontaktade Brottsofferjouren. Dess ordförande skrev till regeringen. Den nya justitieministern Laila Freivalds skickade en delegation till kommunen som bekostade ett plank mellan tomterna, vilket lindrade stämningen föga. Familjen valde senare att lämna byn.[4]
- 1996: En präst som bodde granne med familjen misshandlades svårt när han klippte gräsmattan och fick föras till sjukhus med bland annat krosskador på sina armar.[5]
- 2004: I september knivhöggs en man i ryggen tre gånger. Ena lungan punkterades och blodfylldes vilket ledde till att han var tvungen att opereras akut – först efter tre dygns intensivvård var faran över.[6]
- 2005: En finsk man som bodde intill den utpekade familjen gjorde intrång på granngårdens mark med en snöskoter, beväpnad med en pistol, och skottskadades inför kameran. En medlem ur familjen dokumenterade händelsen med sin videokamera. Den finländske mannen dömdes till ett års fängelse för vapenbrott, sedan en omfattande vapensamling bl. a. omfattande tårgasgranater, handeldvapen och en kulsprutepistol påträffats i hans hem.[5] Han var tidigare dömd för dråp och misshandel i Finland.[2]
- 2007: I maj valde tv-programmet Insider med Robert Aschberg i spetsen att ägna ett avsnitt åt grannfejden. Den finske mannen intervjuades, men den romska familjen avböjde, med undantag för ett uttalande från en av döttrarna, att medverka. Ingvar Carlssons regering hävdades i programmet ha varit involverad i grannbråket i samband med delegation skickad till kommunen av Laila Freivalds.[4]
- 2008: Den finske mannen återvände till sitt hus för att hämta personliga ägodelar. Han hade besöksförbud gentemot familjen, men återvände beväpnad med två pistoler till grannfastigheten, som han hyrde.[2] Mannen anfölls med en yxa och misshandlades svårt. Han överlevde med svåra skallskador och ett förlorat öga och låg i koma i 14 dagar. Händelsen polisanmäldes rubricerad som mordförsök.[7][8] Dom i tingsrätten föll 12 december där alla familjemedlemmar ansågs inblandade och dömdes till fängelsestraff; totalt 22 år, med åtta år för pappan, som ansågs ha svingat yxan. Den 3 september gav tv-programmet Uppdrag Gransknings studie av händelseförloppet på nytt fallet nationell uppmärksamhet. Grannen mördades 2012 i Kärrbäck, några mil från Vojakkala, vilket åter gav fejden uppmärksamhet. Den enskilde person som friades först av Luleå tingsrätt men dömdes för mordet i hovrätten för Övre Norrland ansågs emellertid inte ha kopplingar till grannfejden.[9][10]
- 2009: Journalisten Maciej Zaremba publicerar en artikel i Dagens Nyheter där han utpekar flera av familjens grannar för att ha provocerat fram våldshändelserna i ej tidigare beaktad utsträckning, samt varit utsatta för ett romfientligt drev från myndigheters och mediers sida. Särskilt den finske grannen, som var dömd för grova brott - inklusive dråp - i Finland, utpekades som en påtaglig fara för familjen som flera gånger genomfört grova provokationer med rasistisk prägel.[11]

## Hovrättens dom
Hovrätten dömde våren 2009 den då 39-årige sonen till åtta års fängelse för försök till mord. Fadern i familjen och den 32-årige sonen dömdes samtidigt till sex års fängelse för medhjälp till försök till mord. De två systrarna och familjens 67-årige vän från Seskarö fick, i enlighet med tingsrättens föregående domar, mellan sex och åtta månaders fängelse. Trots att den 38-årige sonen i tingsrätten dömdes till sex års fängelse friades denne emellertid helt av hovrätten, som ej kunde fastställa att bevisning knöt honom till händelsen.

## Anmälningar och media
Det är få av de påstådda brott som anmälts som kunnat styrkas under prövning. Bland annat har modern i den romska familjens anklagats för att ha överfallit en grannkvinna. I den första polisanmälan står att offret blev dunkat på axeln medan modern skällde. Några veckor senare kom en ny anmälan. Då hade istället slagen riktats mot ansiktet och ej mot axeln. En senare tredje anmälan hävdade att det var slag med knutna nävar. Tre år senare polisanmäldes incidenten som ren misshandel, och då påstås även fyra personer ha attackerat offret. Offret själv flyttade senare till annan ort och förnekar alla former av misshandel. Både TV3:s Insider och Sveriges Televisions Uppdrag granskning har följt fallet och rapporterat. 
Frilansjournalisten Maciej Zaremba gav i en artikel i Dagens Nyheter den 18 maj 2009 en helt annan bild av grannfejden än den som annars förekommit i media. Finländaren var bland annat dömd för dråp, misshandel, vapenbrott och för att ha drogat en tioåring med en livsfarlig dos morfin. Den romska familjen hade enligt Zarembas källor utsatts för mycket kraftiga trakasserier av finländaren, bland annat dödshot, högtalare som skrek obsceniteter, gravskändning av familjemedlem och skottlossning genom ett fönster. Flera av dessa incidenter polisanmäldes av den romska familjen. Zaremba gör gällande att den romska familjen utsatts för justitiemord. Flera bybor hävdar att den romska familjen är en vanlig familj som blivit utstötta och trakasserade under 20 års tid, men att de är rädda för att stöta sig med företaget och politikern. Denna bild har dock kraftigt bestridits av bland annat chefredaktören för Haparandabladet, som hävdar att Zaremba ger en förenklad bild av situationen.
Förre länspolismästaren Gunno Gunnmo hävdade att det hela var en rättskandal, gav sitt stöd till Zarembas beskrivning samt uppmanade Justitieombudsmannen att undersöka saken.